# Fronte Nazionale (1990)
Il Fronte Nazionale è stato un movimento politico neofascista, fondato da Franco Freda nel dicembre 1990, attivo fino al 1993 ed infine sciolto nel 2000.

## Storia

### Costituzione
Il Fronte Nazionale è fondato il 21 dicembre 1990, ma la costituzione ufficiale del movimento avviene il 12 gennaio 1991, a Ferrara.
Dallo statuto: «Riconoscendosi la funzione di "Ordine sociale", il Fronte Nazionale è il sodalizio politico che intende custodire i lineamenti essenziali che formano lo Stato-Nazione. [...] Perseguendo il bene della comunità nazionale nella sua totalità e trascendenza rispetto al bene individuale e all'interesse privato, il sodalizio si propone di orientare il bene transitorio della comunità nazionale attuale – sintesi storica delle generazioni passate, presenti, future – al bene perpetuo della Nazione. In questa prospettiva, il rispetto dell'omogeneità etnica del corpo sociale dello stato nazionale assume per il sodalizio significato fondamentale».
Il simbolo del Fronte Nazionale è raffigurato da un monogramma, che stilizza l'acronimo F.N., in colore rosso, inserito nel cerchio bianco, quest'ultimo incluso in un quadrato blu.
Le funzioni del sodalizio sono svolte mediante gli organi seguenti: il reggente, il comitato di reggenza, l'ufficio di reggenza, il consiglio dei responsabili territoriali e la consulta nazionale.
La funzione di rappresentanza e di coordinamento dell'attività del Fronte Nazionale è affidata a Franco Freda, che assume l'incarico di reggente. Cesare Ferri viene nominato sostituto reggente.

### La struttura territoriale
Al Fronte Nazionale aderiscono alcune decine di militanti, coordinati dai responsabili territoriali.
Nel gennaio 1993 la struttura viene gerarchizzata in modo più rigido: Cesare Ferri, Aldo Gaiba, Gianfranco Nini e Vincenzo Campagna assumono, rispettivamente, il coordinamento delle sedi territoriali del Nord-Ovest, del Nord-Est, del Centro e del Sud. Sedi territoriali del sodalizio si trovano a Milano, Varese, Verona, Padova, Pordenone, Bologna, Ferrara, Rimini, Terni, Chieti, Napoli, Salerno, Taranto, Catanzaro, Lamezia Terme, Catania e Perugia.

### L'attività politica
Fra il 1990 ed il 1993, il Fronte Nazionale svolge un'azione di propaganda riguardo alla cosiddetta "questione razziale". La nascita del sodalizio, del resto, è dettata proprio da una reazione di rigetto da parte di elementi già politicamente attivi nell'area del neofascismo nei confronti dell'emergere del flusso immigratorio di origine extraeuropea. Lo scopo è quello di opporsi all'immigrazione, considerata segno della decadenza delle "stirpi europee".
Il Fronte Nazionale cura anche la pubblicazione de L'Antibancor, rassegna di studi economici e finanziari.

### Le vicende giudiziarie e lo scioglimento
Il 12 luglio 1993, per ordine dell'autorità giudiziaria di Verona vengono arrestati, con le accuse di ricostituzione del partito fascista e di incitamento all'odio e alla discriminazione razziale, Franco Freda, Aldo Gaiba, Cesare Ferri, l'addetto alla sede territoriale di Verona ed alcuni militanti veronesi.
Con il procedere dell'inchiesta l'elenco degli inquisiti si allunga e finisce con il comprendere circa ottanta fra militanti e simpatizzanti del movimento.
Freda e altri quarantanove aderenti al sodalizio vengono, infine, rinviati a giudizio per ricostituzione del partito fascista.
Nel 1995 la Corte d'Assise di Verona condanna Freda a sei anni di reclusione, Cesare Ferri a quattro anni e sei mesi, Aldo Gaiba a quattro anni e gli altri aderenti a pene minori.
Nel 1998 la Corte di Assise d'Appello di Venezia conferma la sentenza di primo grado.
Nel 1999 la Corte di Cassazione annulla la sentenza ed applica, in ordine al reato previsto dall'art. 1 comma 3 L. 25 giugno 1993 n. 205 (cd. legge Mancino) le seguenti pene: tre anni di reclusione a Freda, un anno e otto mesi a Cesare Ferri, un anno e quattro mesi ad Aldo Gaiba, pene minori agli altri imputati.
Il Fronte Nazionale viene sciolto dal Ministero dell'Interno con decreto del 9 novembre 2000.